# Garra rossica
Garra rossica är en fiskart som först beskrevs av Nikolskii, 1900.  Garra rossica ingår i släktet Garra och familjen karpfiskar. Inga underarter finns listade i Catalogue of Life.